# トモニホールディングス
トモニホールディングス株式会社(英:TOMONY Holdings, Inc.)は、香川県高松市に本社を置く金融持株会社。徳島大正銀行・香川銀行を傘下に置いている。

## 概要
2010年4月1日に徳島銀行と香川銀行の両行が傘下となる金融持株会社として設立。高松市の香川銀亀井町ビルに本社が設置された。
徳銀は東証・大証の各1部・香川銀は東証1部（大証1部は既に上場廃止済み）にそれぞれ上場していたが、いずれも2010年3月29日に上場廃止され、トモニHDは、設立と同時に東証1部にのみ新規上場した。
徳島銀行がトモニHD発足直後の2010年4月2日に取得した徳島県青少年センターの施設命名権（ネーミングライツ）では、施設の愛称を徳島銀行の略称である「とくぎん」に加えて「トモニ」を冠した『とくぎんトモニプラザ』に設定した。
両行の経営統合は、営業基盤である徳島・香川両県で人口減少による資金需要の先細りが不可避と見たからであるが、それを見据えた経営戦略として関西圏への進出がトモニHD設立時からあった。2015年4月、大阪の第二地方銀行である大正銀行を、株式交換方式での買収で基本合意した。大正銀行は三菱UFJフィナンシャル・グループの系列会社で、海外事業の強化で地銀との関係を整理したい大手銀行（三菱UFJ）と、関西圏進出で生き残りをかけるトモニHDの利害が一致した形になる。また、会社規模が拡大する買収へ向けてトモニHDを指名委員会等設置会社に移行する予定であるとしているが、未だ実現には至っていない。2015年9月15日には、大正銀との経営統合の最終合意を発表し、統合後の傘下3行の合併に関しては、2019年3月末までに判断を下したいとしている。2016年4月1日、株式交換により大正銀行を完全子会社化した。
2018年3月23日、傘下の徳島銀行と大正銀行が2019年秋までに合併することが発表された。合併の目的について、コスト改善効果が大きく、また徳島銀行の強みである事業性融資や中小企業取引および大正銀行の強みである住宅・不動産分野でノウハウ共有を一段と進めることであるとトモニホールディングス社長の遠山誠司は明かしている。特にコスト改善については両行は既に同一のシステムを有していることから、事務効率化等も期待できると日本経済新聞は指摘している。また、徳島銀行と香川銀行は地元の資金需要が鈍いものの規模は比較的大きく、一方で大正銀行は同行頭取の吉田雅昭によれば「不動産中心で資金需要はあるものの小規模で限りがある」点が課題であり、「徳島銀行と合併すれば潤沢な資金をよりいかせる」というメリットも期待されている。また徳島銀行頭取の吉岡宏美やトモニホールディングス会長の柿内慎市は「徳島県と大阪府は昔からヒト・モノ・カネの往来が多い結びつきがある」ことからビジネスマッチングやM&Aなどの仲介等で顧客にメリットがあるとしたほか、徳島商工会議所会頭の中村太一も「人口減に伴って県外への進出を考える企業が増えている。両行の営業エリアが合わさることは徳島の経済界にとってプラス。」と評価している。なお、今回の合併は徳島銀行と大正銀行の2行のみの合併で香川銀行は加わらないが、これについては「一度に傘下3行が合併するのは労力がかなりかかる」ことを懸念していると遠山は発言しており今後の状況を見極めて検討するとした一方、柿内は「基本的に2バンク制は維持したい。香川銀行との合併計画は全くない。」とコメントしている。

### 社名由来
社名「トモニ」の由来は、「地域とともに、お客さまとともに」（設立時に統合した徳島・香川）両行が「ともに支え合う」にある。また英語表記はTOMONIではなく「TOMONY」になっているが、これは持株会社を意味する「Holdings」と掛けて「To money holdings」（お金をしっかり保持するために）という意味が後付されているためである。

## 沿革
- 2010年（平成22年）4月 - 設立。東京証券取引所市場第一部に上場。
- 2011年（平成23年）4月 - 香川銀リースが香川銀キャピタルを吸収合併、トモニリース株式会社に商号変更。トモニカードが香川銀カードを吸収合併。
- 2013年（平成25年）4月 - 完全子会社であるトモニシステムサービスを設立。
- 2016年（平成28年）4月 - 大正銀行を完全子会社化。
- 2020年（令和2年）1月 - 徳島銀行と大正銀行の合併により徳島大正銀行発足。

## 情報処理システム
香川銀と徳島銀は、2010年の経営統合前から、日立製作所が構築に当たった基幹系システムNEXTBASEを使用する。
2013年には、営業店システムを両行とも、同様に日立製である「フレイア21プラス フォア ネクストベース」に統合、共通化している。
2016年にトモニHD傘下となった大正銀行も、2015年に基幹系システムをNEXTBASEにリプレースしている。

## グループ会社
- 徳島大正銀行
- 香川銀行
- トモニシステムサービス株式会社

以下は傘下銀行の子会社。
- 株式会社徳銀ビジネスサービス
- 香川ビジネスサービス株式会社
- トモニリース株式会社(香川銀系)
- トモニカード株式会社(徳島大正銀系)
- 株式会社徳銀キャピタル
- 大正信用保証株式会社